# Дейв Ферріш
Девід Аллан Ферріш (англ. David Allan Farrish, нар. 1 серпня 1956, Лакнау, Онтаріо) — канадський хокеїст, що грав на позиції захисника.

## Ігрова кар'єра
Професійну хокейну кар'єру розпочав 1976 року.
1976 року був обраний на драфті НХЛ під 24-м загальним номером командою «Нью-Йорк Рейнджерс».
Протягом професійної клубної ігрової кар'єри, що тривала 15 років, захищав кольори команд «Нью-Йорк Рейнджерс», «Квебек Нордікс» та «Торонто Мейпл-Ліфс».
Загалом провів 444 матчі в НХЛ, включаючи 14 ігор плей-оф Кубка Стенлі.

## Нагороди та досягнення
- Нагорода Едді Шора (АХЛ) — 1981–82.

## Тренерська робота
Працював асистентом головного тренера в клубах НХЛ «Нью-Джерсі Девілс», «Анагайм Дакс», «Торонто Мейпл Ліфс» та «Колорадо Аваланч».
Як головний тренер працював з командами «Монктон Гокс», «Солт-Лейк Голден Іглс», «Форт-Вейн Кометс», «Спрингфілд Фалконс», «Луїзіана АйсГаторс» та «Пенсакола Айс Пайлотс».